# Shawn Redhage
Shawn Michael Redhage, (nacido el 21 de enero de 1981 en Lincoln, Nebraska) es un jugador de baloncesto  con doble nacionalidad estadounidense y australiana. Con 2,02 metros de estatura, juega en la posición de ala-pívot.

## Trayectoria
[actualizar]

## Selección nacional

### Juegos olímpicos
- Pekín 2008 7/12